# Anthony Burgess
Anthony Burgess, született: John Burgess Wilson (Manchester, 1917. február 25. – London, 1993. november 22.) brit regényíró, költő, zeneszerző, műfordító, újságíró, zongorista, nyelvész, tudósító. Manchesterben született, az Egyesült Államokban és Európában is élt, később hosszú időre Délkelet-Ázsiába költözött.

## Élete

### Gyermekkora
Katolikus szülők, Joseph Wilson és Elizabeth Burgess gyermekeként látta meg a napvilágot 1917. február 25-én Harpurheyben, Manchester egyik külvárosában. John Burgess Wilson néven született, gyerekkorában környezete a Jack, Little Jack és Johnny Eagle beceneveken hívta. Bérmálása alkalmával John Anthony Burgess Wilson lett. 1956-os regénye, a Time for a tiger megjelenésétől ennek rövidített változata, Anthony Burgess lett az írói neve.
Édesanyja harmincévesen, 1918. november 19-én spanyolnáthában meghalt, négy nappal Burgess nyolcéves nővére, Muriel halála után. Burgess később úgy vélte, apja rá, az életben maradt gyerekre neheztelt felesége és lánya halála miatt. Félárvaságra jutva anyai nagynénje, a szintén Manchesterben élő Ann Bromley vette magához a gyereket, és nevelte saját két lányával együtt. Ebben az időszakban apja napközben egy marhahúspiac könyvelőjeként kereste a kenyerét, esténként pedig egy Miles Platting-i kocsmában zongorázott. Miután apja 1922-ben feleségül vette a kocsma üzemeltetőjét, Margaret Dwyert, az ötéves gyermeket magukhoz vették. Két évvel később a pár már egy dohányboltot és négy italboltot vezetett, Burgess gyermekként rövid ideig maga is dolgozott a trafikban. Bár Burgess később alsó középosztálybelinek írta le családi hátterét, és jóllehet, gyermekkora a nagy gazdasági világválság éveire esett, családja azonban a vállalkozásoknak köszönhetően meglehetősen jól élt.
Burgess gyermekkorát javarészt magányosnak jellemezte, így vallott róla: „Oda sem figyelve gyötörtek vagy nem törődtek velem. Lenéztek… A rongyos fiúbandák a hozzám hasonló jól öltözöttekre vadásztak.” Iskolai tanulmányait a St. Edmund’s Elementary Schoolban kezdte meg, majd később a Bishop Bilsborrow Memorial Elementary School tanulója lett, mindkettő belvárosi katolikus oktatási intézmény volt. Visszaemlékezésében: „Amikor iskolába jártam, tudtam olvasni. A manchesteri elemi iskolámban a legtöbb gyerek nem tudott, így […] egy kissé kilógtam a sorból, különböztem a többiektől.” Első publikációja a Daily Express gyermekrovatában 1928-ban megjelent, Torbayről írt esszéje volt. Jó tanulmányi előmenetelének köszönhetően 1928-ban felvették a Xaveriánusok Kollégiumába, itt tanult 1937-ig és itt ismerte meg történelemtanárát, L.W. Devert, aki bevezette őt James Joyce könyveinek világába.
A zene nem különösebben érdekelte egészen addig a pillanatig, amíg saját maga által épített rádióján meg nem hallotta Claude Debussy Egy faun délutánja című zenekari művének „egészen hihetetlen fuvolafutamát”. A „szeszélyes, egzotikus és erotikus” dallam elvarázsolta. Amikor bejelentette családjának, hogy zeneszerző akar lenni, arra hivatkozva nem támogatták terveit, hogy „abban nincs pénz”. Bár iskolájában zenei oktatásban nem részesült, tizennégy éves kora körül autodidakta módon megtanult zongorázni.

### Fiatalkora
A középiskola befejezése után Burgess a Victoria University of Manchester zeneművészeti képzésére felvételizett, de jelentkezését rossz fizikajegyei miatt elutasították. Végül 1937-től angol nyelvi és irodalmi tanulmányokat folytatott az egyetemen, az alapképzést 1940-ben fejezte be. Diplomamunkáját Christopher Marlowe Doktor Faustus című drámájáról írta. A vizsgabizottság munkáját kiemelt másodosztályúnak (upper second-class) értékelte, amit Burgess csalódásként élt meg.
Időközben, 1938. április 18-án apja meghalt, de látszólagos üzleti sikerei ellenére nem hagyott maga után örökséget. Két évvel később, 1940-ben Burgess mostohaanyja is elhunyt.

### Katonai szolgálata
1940-ben, hathetes skóciai kiképzését követően az egészségügyi hadtest harmadosztályú ápolójaként kezdte meg katonai szolgálatát. Szolgálati ideje alatt többször meggyűlt a baja a fegyelemmel, egy ízben egy tizedes fejéről verte le a sapkát, máskor veszélyesen csúszósra sikálta egy folyosó padlóját. 1941-ben a katonai rendőrség kereste mint dezertőrt, miután Burgess nem tért vissza időben northumberlandi bázisára egy a leendő menyasszonyával töltött kimenőről. A következő évben kérésére az oktatási hadtesthez vezényelték át, és bár viszolygott a rendfokozatoktól, őrmesterként szolgált tovább.
Később Gibraltárra vezényelték, ahol a helyi kiképzőközpontban „A brit út és cél” (“The British way and purpose”) elnevezésű program részeként katonákból álló hallgatóságának előadásokat tartott a háború utáni társadalmi kiegyezés (angolul post-war consensus) eszményképéről. Emellett beszéd- és drámatanárként is dolgozott, illetve német, francia és spanyol nyelvet tanított. Burgess nyelvek iránti fogékonyságára felfigyelt a hadsereg hírszerző szolgálata is, és bevonták a Gibraltárban menedékre talált holland és francia polgárok kihallgatásába. A francoista Spanyolországhoz tartozó, közeli La Línea de la Concepción városkában egy ízben Franco tábornok gyalázásának vádjával letartóztatták, de csakhamar szabadon engedték. Gibraltári élményeit A vision of battlements című, 1965-ben megjelent regényében örökítette meg. Burgess végül 1946-ban szerelt le a hadseregtől törzsőrmesteri rendfokozattal.

### Oktatói pályafutásának kezdetei
Az elkövetkező négy esztendőben beszéd- és drámatanárként dolgozott a wolverhamptoni Mid-West School of Education, valamint a prestoni Bamber Bridge Emergency Teacher Training College falai között. Ezzel párhuzamosan 1946-tól 1950-ig oktatott a Birminghami Egyetem kihelyezett tanszékén is. 1950 végén középiskolai angolirodalom-tanárként helyezkedett el a Banbury Grammar Schoolban, de felügyelte az iskolai sportéletet és vezette a színjátszó csoportot is. Szabadidejében helyi lakosok és diákok részvételével számos amatőr színházi eseményt szervezett, többek között színpadra állította T. S. Eliot Sweeney Agonistes című verses drámáját. Egykori diákjai és kollégái beszámolói szerint Burgess elmélyültséggel adta át magát az oktatómunkának.
Apósa anyagi támogatásával a házaspár képes volt előleget letenni egy Banburyhez közeli, adderburyi kertes házra. A kis lakot „Little Gidding”-nek nevezte el Eliot Four Quartets című ciklusának egyik verse után. Burgess itt, Adderburyben tette meg első lépéseit az újságírói pályán: számos cikket írt a Banbury Guardian című helyi újságba.

### Brit Malajában

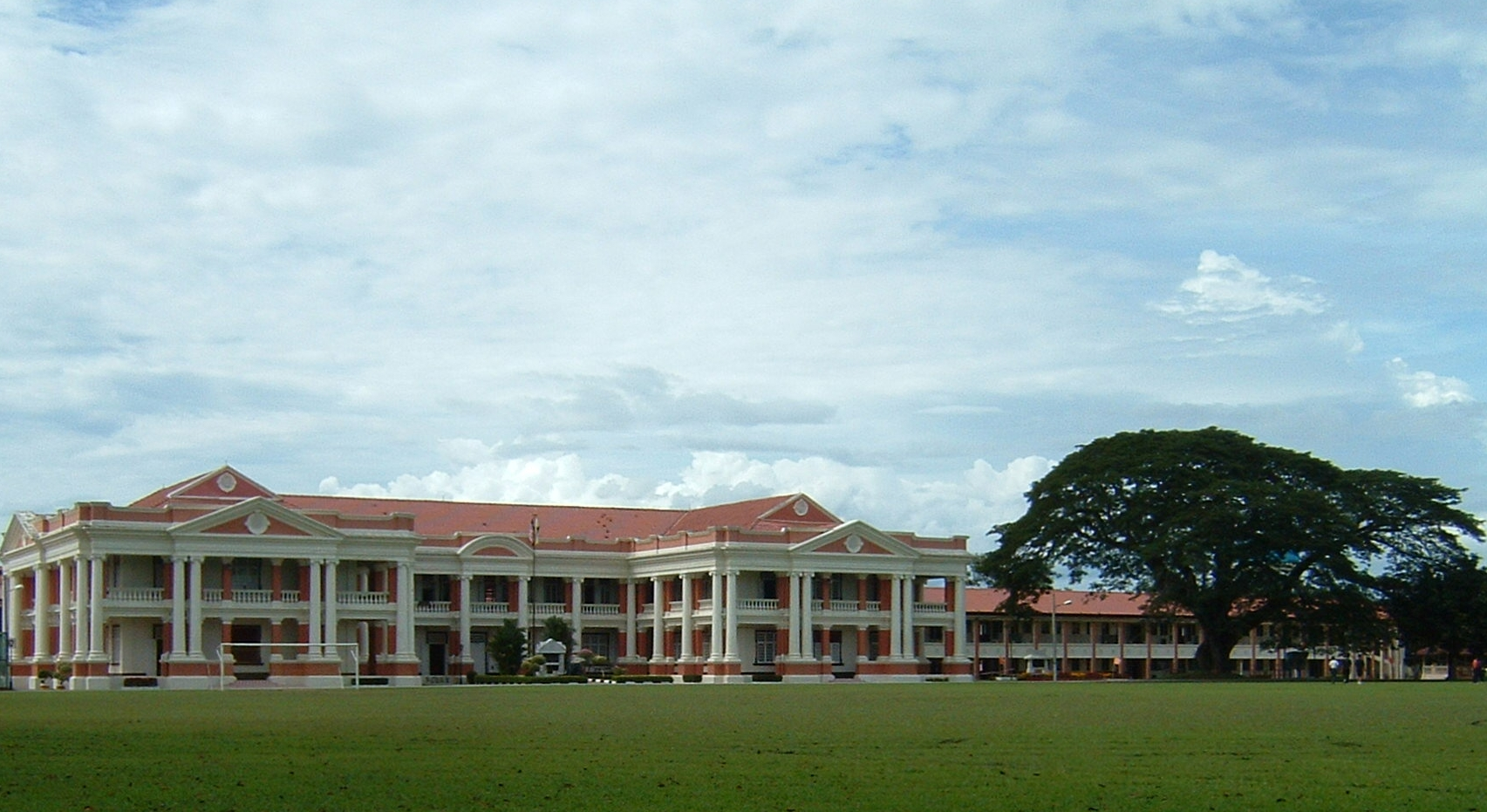
A Kuala Kangsar-i Maláj Főiskola, ahol Burgess 1954–1955-ben tanított

1954-ben Burgess mint tanár és oktatási tisztviselő csatlakozott a Brit Gyarmati Szolgálathoz. Első állomáshelye a brit fennhatóság alatt álló Brit Malaja (ma Malajzia) Perak államában, Kuala Kangsar városkában volt, ahol az angol állami oktatási rendszer mintájára létrehozott Maláj Főiskola (Malay College) tanára lett. Oktatási feladatai mellett házfőnökként felügyelte az előkészítő iskola diákjait, akiket egy viktoriánus korabeli kúriában, a King’s Pavilionban szállásoltak el. Maláj földön írt zenedarabjai közül több is magán viseli a helyi kultúra hatását, különösen a nagyzenekarra és fúvószenekarra írt Sinfoni Melayu, amelybe a közönség „Merdeka!” (’Függetlenséget!’) kiáltásait is belekomponálta. A zenemű partitúrája nem maradt fenn. A Burgess-házaspár számára felajánlott zajos lakás megviselte magánéletüket, és miután Burgess a lakáshelyzet miatt összekülönbözött a Maláj Főiskola igazgatójával, a Kelantan állambeli Kota Bharában működő Maláj Tanárképző Főiskolára (Malay Teachers’ Training College) helyezték át.
Burgess egy idő után folyékonyan beszélt és írt malájul, és kitűnően teljesített a Gyarmati Hivatal nyelvvizsgáján, amiért fizetésemelésben részesült. Szabadidejének egy részét a kreatív írásnak szentelte, „afféle úri hobbiként, mert azt tudtam, hogy pénz nincs benne”. Kiadta első regényeit – Time for a tiger, The enemy in the blanket és Beds in the East –, amelyek később A maláj trilógia (The Malayan trilogy) gyűjtőcímen lettek ismertek, és The Long Day Wanes címen együtt is kiadták őket.

## Munkássága
Művei főleg a fikción alapulnak. Az egyik legjelentősebb alkotása a Gépnarancs (Clockwork Orange), mely egy elképzelt jövőben játszódik, központi témája pedig az erőszak. Tanulmányokat jelentetett meg olyan kiemelkedő írókról és költőkről, mint James Joyce, Ernest Hemingway, William Shakespeare és D. H. Lawrence. Language Made Plain és A Mouthful of Air című írásai pedig a nyelvészet területén jeleskednek. Termékeny újságíró volt, több nyelven is írt. (Egyes források szerint nyolc nyelven tudott, mások tizenhárom nyelvről számolnak be: kínaiul, héberül, japánul, perzsául és svédül jól, angolul, franciául, olaszul, spanyolul, németül, oroszul, malájul és walesiül folyékonyan beszélt.) Műfordítással és adaptálással is foglalkozott (Oedipus the King, Cyrano de Bergerac). Olyan színpadi előadásokhoz írt forgatókönyvet, mint a Jesus of Nazareth vagy a Moses the Lawgiver. 1956-ban szerezte a Sinfoni Melayu című zenei szerzeményét. 1982-ben pedig a BBC mutatta be Blooms of Dublin című szintén zenei művét.

## Magánélete
Burgess az egyetemen ismerkedett meg Llewela „Lynne” Isherwood Jonessal, aki 1942-ben fejezte be közgazdaság-, politika- és újkori történettudományi tanulmányait. A két fiatal már ezt megelőzően, 1942. január 22-én összeházasodott, amikor Burgess már katonai szolgálatát töltötte. Lynne hamarosan teherbe esett, de miután négy dezertált amerikai katona megtámadta, kifosztotta és megrugdosta a fiatalasszonyt, aki vélhetően ezzel összefüggésben elvetélt. A Gibraltáron állomásozó Burgesstől megtagadták a lehetőséget, hogy felesége mellett lehessen.

## Főbb művei magyarul
- Egy tenyér ha csattan: Regény. Fordította és az utószót írta Prekop Gabriella. Budapest: Európa. 1979.  = Modern Könyvtár,  P. 384. ISBN 963-07-1913-4
- Gépnarancs. Fordította Gy. Horváth László, az utószót írta Csejdy András. Európa: Budapest. 1990.  = Európa Zsebkönyvek,  ISBN 963-07-5136-4
- Beteg a doktor. Fordította Békés Pál, illusztrálta Tettamanti Béla. Budapest: Európa. 1990.  = Vidám Könyvek,  ISBN 963-07-5032-5
- A narancsműves testamentuma: Az Enderby tetralógia harmadik kötete. Fordította Gázsity Mila, az utószót írta Farkas Ákos. Budapest: Cartaphilus. 2008.  ISBN 978-963-266-021-9
- Mr. Enderby – bepillantás. Fordította Gázsity Mila, az utószót írta Farkas Ákos. Budapest: Cartaphilus. 2007.  ISBN 978-963-7448-76-8
- Enderby úr külvilága. Fordította Gázsity Mila, az utószót írta Farkas Ákos. Budapest: Cartaphilus. 2007.  ISBN 978-963-7448-77-5
- Földi hatalmak. Fordította és az utószót írta Bényei Tamás. Budapest: Cartaphilus. 2008.  ISBN 978-963-266-077-6
- Gyilkosság Deptfordban. Fordította Tótfalusi István. Budapest: Európa. 2009.  ISBN 978-963-07-8836-6
- Enderby fekete hölgye, avagy Végenincs Enderby: Az Enderby-tetralógia negyedik kötete. Fordította Gázsity Mila, az utószót írta Farkas Ákos. Budapest: Cartaphilus. 2010.  ISBN 978-963-266-120-9
- Nem fénylik, mint a nap. Fordította Tótfalusi István. Budapest: Európa. 2011.  ISBN 978-963-07-9267-7